# Tout ça… pour ça!
Tout ça… pour ça ! je francouzský hraný film z roku 1993, který režíroval Claude Lelouche podle vlastního scénáře. Snímek měl světovou premiéru na filmovém festivalu dne 9. června 1993.

## Děj
Francis Barrucqe je soudce v Lyonu, který udržuje milenecký vztah s Marií, právničkou registrovanou v advokátní komoře stejného města. Ta na něj naléhá, aby se rozvedl, a oba se shodují, že kdyby se jejich partneři do sebe zamilovali, mohlo by jim to usnadnit pozici. Oba páry setkávají jedou do Alp, aby společně vylezli na Mont Blanc. Mariin manžel Fabrice, rovněž právník, tajně uzavře dohodu s Alessandrou, Francisovou manželkou, aby si zahrál na žárlivost. Během pobytu si však Alessandra uvědomí manželovu nevěru a jeho plány na rozvod. Také Fabrice začne pociťovat mnoho pochybností o věrnosti své ženy.

## Obsazení
| Marie-Sophie L.      | Marie Lenormand              |
| Francis Huster       | Francis Barrucq              |
| Fabrice Luchini      | Fabrice Lenormand            |
| Alessandra Martines  | Alessandra Barrucq           |
| Vincent Lindon       | Lino Marie                   |
| Gérard Darmon        | Henri Poncet                 |
| Jacques Gamblin      | Jacques Grandin              |
| Évelyne Bouix        | Marilyn Grandin              |
| Salomé Lelouch       | Salomé Grandin               |
| Charles Gérard       | komisař Maigreton            |
| Céline Caussimon     | Esméralda                    |
| Maria Ducceschi      | dívka na plese               |
| Agnès Pelletier      | dívka na plese               |
| Christian Charmetant | bankéř                       |
| Jacques Boudet       | prokurátor                   |
| Jacques Bonnot       | řidič kamionu                |
| Antoine Duléry       | Antoine, majitel restaurace  |
| Albert Dray          | zástupce komisaře Maigretona |
| Jacques Spiesser     | ředitel hotelu               |
| Martine Lelouch      | prodavačka                   |
| Arlette Gordon       | Antoinova žena               |
| Christine Lelouch    | klientka v taxi              |
| Cristiana Reali      | brazilská stopařka           |
| Gunilla Karlzen      | švédská stopařka             |

## Ocenění
- César: nejlepší herec ve vedlejší roli (Fabrice Luchini)
- Cena za nejlepší režii na světovém filmovém festivalu v Montrealu